# Alemán de Suiza
El alemán de Suiza o alemán suizo (propio: Schwyzerdütsch, Schwiizerdütsch o Schwyzertütsch; en alemán: Schweizerdeutsch, pronunciación: /ˈʃvaɪ̯t͡sɐˌdɔɪ̯t͡ʃ/ⓘ) es uno de los idiomas hablados en Suiza, siendo un grupo dialectal del alemánico. Algunos de sus dialectos, bajo distintos nombres, también se hablan en Liechtenstein, zonas fronterizas del oeste de Austria (Vorarlberg y sur de Landeck) y zonas del sur de Alemania (en Baden y Suabia). Además, constituye un continuo dialectal (y por tanto es interinteligible) con otras variedades alemánicas habladas en distintas regiones. No ha de confundirse con el alemán estándar suizo (Hochdeutsch, alemán clásico; o Schriftdeutsch, alemán escrito), forma oficial y estandarizada del idioma alemán en Suiza y Liechtenstein, que no constituye un dialecto suizo.
La mayoría de los suizos de la zona germánica aprenden a hablar el alemán suizo en casa y en la calle. Cada región de esta parte de Suiza tiene su propia variante del dialecto, pero los hablantes consiguen generalmente entenderse entre sí. Existen excepciones cuando se trata de hablantes de regiones o valles remotos, que hablan un dialecto más particular, lo que hace a veces imposible la comunicación con otro suizo germanófono. Sin embargo, lo que se enseña en las escuelas y se habla en la mayor parte de los programas de televisión y radio, así como en los debates del parlamento nacional, es el alemán oficial. A pesar de ello, muchos suizos germanohablantes consideran el alemán oficial casi como una lengua extranjera.
Los suizos germanófonos están acostumbrados a hablar este dialecto y hasta a escribirlo, por ejemplo, en cartas no formales, correo electrónico, sms, etc. El hecho de hablar el dialecto no tiene ninguna connotación de inferioridad social o educacional; al contrario, los suizos germanófonos se sienten orgullosos de su dialecto, que constituye un signo de identidad nacional.
Los alemanes del norte de Alemania suelen tener muchas dificultades para comprender cualquier dialecto suizo. Pero para los alemanes del sur, sobre todo los de Baden-Wurtemberg y la Suabia bávara, resulta mucho más fácil comprender y mantener una conversación, pues su dialecto pertenece también al grupo alemánico.

## Historia
Al igual que los otros dialectos alemánicos, el alemán de Suiza no sufrió los cambios fonéticos del Gran cambio vocálico que afectaron a los dialectos germánicos de Alemania durante la Edad Media. Las vocales del suizo son básicamente las mismas del alto alemán medio.
Ejemplos:
| Dialecto de Zúrich | Dialecto de Nid/Obwalden | Alemán oficial | Traducción      |
| ------------------ | ------------------------ | -------------- | --------------- |
| [huːs]             | [huis]                   | [haus]         | casa            |
| [bruːn]            | [bruin]                  | [braun]        | marrón, castaño |

La mayoría de los dialectos del alemán suizo sufrieron cambios en sus consonantes, provenientes del alto alemán, esto es, no simplemente el fonema t se volvió [t͡s] o [s] y p [p͡f] o [f], sino también k se convirtió en [k͡x] o [x]. La mayoría de los dialectos suizos presentan [x] o [k͡x] iniciales.
Ejemplos:
| Alto alemánico  | Bajo alemánico | Alemán oficial | traducción  |
| --------------- | -------------- | -------------- | ----------- |
| [ˈxaʃtə]        | [ˈkʰaʃtə]      | [ˈkʰastən]     | baúl o caja |
| [k͡xaˈri(ː)b̥ik͡x] | [kʰaˈriːbikʰ]  | [kʰaˈriːbɪk]   | Caribe      |

## Uso
Al contrario que muchos dialectos de la Europa moderna, el suizo alemánico es hablado por todas las clases sociales, tanto en el campo como en los grandes centros urbanos, y en todos los contextos de la vida cotidiana. El uso del dialecto no es percibido nunca como un signo de inferioridad social o de baja formación. Solo hay unas pocas situaciones en las que hablar alemán estándar se ve necesario o considerado; por ejemplo, en los parlamentos multilingües como la Asamblea Federal, en los principales programas informativos de televisión (si bien el dialecto predomina ampliamente en las demás emisiones, especialmente los programas de entretenimiento y talk shows) o en presencia de extranjeros hablantes de alemán estándar. En los ámbitos educativos, el alemán estándar es el idioma de las clases y las conferencias, mientras que el dialecto queda reservado a la comunicación personal entre profesor y alumno. Se da por tanto una situación de diglosia medial, puesto que el dialecto suizo alemánico es la lengua hablada, mientras que el alemán es la escrita.
El alemán suizo es inteligible para los hablantes de otros dialectos alemánicos, pero normalmente no lo es para los hablantes de alemán (incluyendo los suizos francófonos o italófonos que han aprendido el alemán en la escuela). Si la emisión es para Alemania, los hablantes de suizo alemánico que salen en la televisión o en el cine se suelen doblar o subtitular, pues el alemánico es otra lengua diferente al alemán e ininteligible con ella. 
En Suiza, el rock cantado en alemánico ha llegado a constituir un género musical, denominado Mundart-Rock (rock en dialecto).

## Variantes

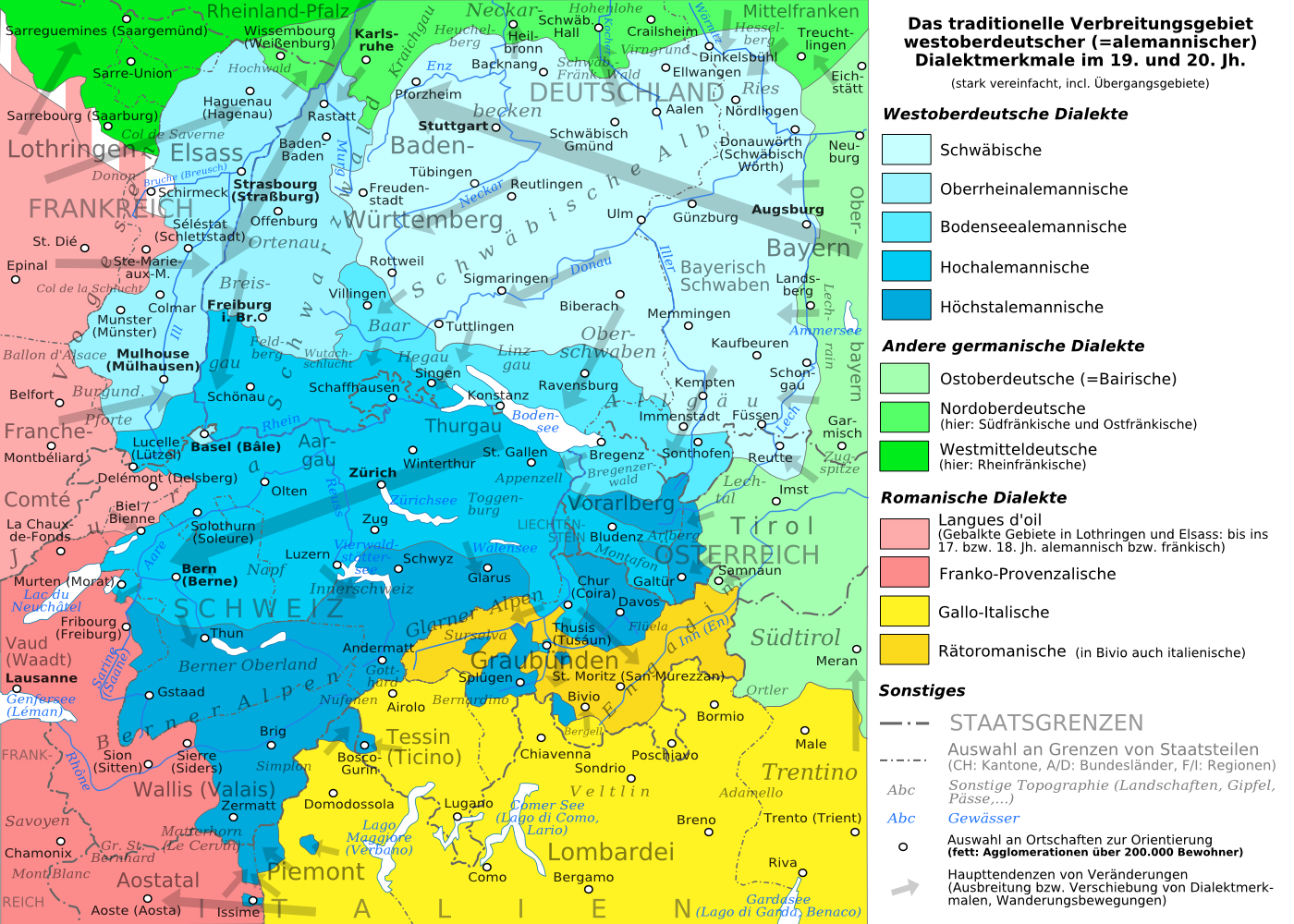
Distribución geográfica tradicional de los dialectos alemánicos en los siglos y

Los diferentes dialectos alemánicos de Suiza presentan marcadas diferencias fonológicas, léxicas y sintácticas. La accidentada topografía de Suiza y la movilidad relativamente limitada de la población hasta principios del siglo XX han favorecido la diferenciación dialectal. Sin embargo, no suele haber problemas de intercomprensión entre hablantes de diferentes dialectos alemánicos, con la excepción de variedades periféricas particularmente arcaicas como, por ejemplo, el dialecto de Valais (Wallisertitsch). A pesar de que en general la diferenciación dialectal es por regiones, es posible "captar" de qué ciudad es una persona solo prestando atención a su manera de hablar. Las distinciones se han ido diluyendo a medida que ha ido aumentando la movilidad de la población, aunque la diferenciación regional continúa siendo fuerte.
Los dialectos alemánicos en Suiza son parte esencial de las identidades culturales locales, en algunos casos a nivel de población o subgrupo cultural (tanto la clase alta de Basilea como los campesinos de Adelboden tienen sus propios dialectos específicos). Expresan un fuerte sentimiento de diferenciación nacional, cantonal y regional, separando a los residentes en Suiza de aquellos que viven en el "gran cantón" (Alemania).
Los dialectos suizos alemánicos se dividen, de norte al sur, en tres grupos: bajo alemánico, alto alemánico y alemánico superior.

### Bajo alemánico
En Suiza, este grupo está representado por el dialecto tradicional de la ciudad de Basilea, el Baseldytsch. Fuera de las fronteras helvéticas, también forman parte del bajo alemánico los dialectos alsacianos, en Francia, y la mayoría de los dialectos del antiguo País de Baden, en Alemania. La principal característica de estos dialectos es la existencia de una k [kʰ] a inicio de palabra donde los dialectos altoalemánicos y alemánicos superiores tienen una fricativa [x] o una africada [kx]. Así, Kind ("niño, niña") se pronuncia Kind en bajo alemánico y Chind en alto alemánico y alemánico superior.

### Alto alemánico
Este grupo comprende la mayoría de los dialectos hablados en la Meseta suiza, así como los del Principado de Liechtenstein. También se incluyen los dialectos del estado austriaco de Vorarlberg, los del extremo sur del antiguo País de Baden y los alsacianos meridionales del Sundgau. A su vez este grupo se subdivide en dialectos orientales (particularmente los de Zúrich o Züridütsch, Sankt Gallen y Appenzell) y occidentales (en especial el dialecto de Berna o Bärndütsch).

### Alemánico superior
Pertenecen al alemánico superior los dialectos de Valais (Wallisertitsch), Sense (Seyslerdütsch, cantón de Friburgo), los del Oberland bernés y de una parte de la Suiza Central (cantones de Uri, Unterwalden y Schwyz). Los dialectos de Valais y de las poblaciones fundadas en la Edad Media por los walser en los Alpes italianos y en el Tesino (Bosco/Gurin) han conservado numerosos rasgos arcaicos.

## Intercomprensión lingüística
La mayoría de los dialectos alemánicos de Suiza son a menudo difícilmente comprensibles para un germanófono de Alemania o de zonas no limítrofes de Austria. Presentan la misma dificultad de comprensión las personas de la Suiza francesa o italiana que han aprendido el alemán estándar (Hochdeutsch) en la escuela. No obstante, la comprensión pasiva es frecuente en las zonas de contacto interlingüísticas (Jura bernés, Seeland, Sense, Valais).
Un suizo alemánico que haya aprendido el francés en la escuela no tendrá apenas dificultades en seguir una conversación informal entre suizos francófonos; el caso contrario es mucho más difícil. Por regla general, en presencia de un suizo francófono, los suizos alemánicos hablarán en Hochdeutsch o en francés.

## Pronunciación

### Consonantes
- Como en todos los dialectos meridionales del alemán, los dialectos suizos no tienen obstruyentes sonoras. En su lugar hay una distinción de longitud. La diferencia entre /p, t, k/ y /b, d, g/ es la de fortis y lenis, es decir, las /p, t, k/ se pronuncian como consonantes largas o geminadas y las /b, d, g/ como sordas simples.
- Las oclusivas /p, t, k/ no son aspiradas. Los sonidos aspirados /pʰ, tʰ, kʰ/ se han desarrollado secundariamente (en la mayoría de dialectos) por combinaciones de prefijos con /h/ inicial (behalten ‘guardar’ /bəˈhaltn̩/ > /phaltə/; Gehalt ‘sueldo’ /ɡəˈhalt/ > /khalt/) o por préstamos de otras lenguas, normalmente el alemán estándar (Tee ‘té’ /tʰeː/ > /theː/). En los dialectos de Basilea y Coira (o Chur) también hay palabras autóctonas con /k/ aspirada.
- Al contrario que el alemán estándar, que tiene dos alófonos para /x/ ([ç] y [χ]), el suizo solo tiene [χ].
- La r se pronuncia alveolar /r/ en la mayoría de dialectos. En determinados dialectos, especialmente en el noreste y en la región de Basilea, se pronuncia uvular /ʀ/, al igual que en muchas variedades del alemán de Alemania.
- En muchos dialectos suizos occidentales, como el de Emmental, la consonante l a final de sílaba o en geminación se vocaliza como u (/w/). Así, alle > /ˈawːi/, viel > /ˈv̥ɪw/.

### Vocales

Monoptongos del dialecto de Zúrich, de Fleischer & Schmid (2006)

- Generalmente mantienen las antiguas vocales del alto alemán medio que en otros dialectos diptongaron. Así, en alemán suizo se suele decir Huus ‘casa’ /huːz̊/, Züüg ‘cosa’ /t͡syːɡ̊/ y wiit ‘lejos’ /ʋiːt/ frente a los modernos y propios del alemán estándar Haus, Zeug y weit.

- La mayoría de los dialectos suizos presentan vocales anteriores redondeadas, al contrario que muchos dialectos del alemán. Solo en los dialectos del bajo alemánico del noroeste de Suiza (Basilea principalmente) y en los del cantón de Valais se han "des-redondeado". La influencia de otros dialectos del suizo está haciendo que se extienda el redondeo.

- Al igual que los dialectos bávaros, los dialectos del suizo han mantenido los diptongos crecientes del alto alemán medio ie, ue, üe /iə̯, uə̯, yə̯/ que en alemán moderno monoptongaron en /iː, uː, yː/: por ejemplo lieb ‘adorable’ (cf. suizo /liə̯b̥/ y alemán estándar /liːp/), gut ‘bien, bueno’ (cf. suizo /kuə̯t/ y alemán estándar /guːt/) y kühl ‘fresco’ (cf. suizo /xyə̯l/ y alemán estándar /kʰyːl/). Hay que tener en cuenta el «des-redondeo» de algunos dialectos mencionado en el párrafo anterior, que también ha afectado a los diptongos.

- Como los dialectos del bajo alemán, los del alemán suizo han conservado los antiguos monoptongos /iː, uː, yː/, por ejemplo, Pfeil ‘flecha’ (cf. suizo /pfiːl/ y alemán estándar /pfaɪ̯l/), Bauch ‘barriga’ (cf. suizo /b̥uːx/ y alemán estándar /bau̯x/) y Säule ‘pilar’ (cf. suizo /z̥yːlə/ y alemán estándar /zɔʏ̯lə/).

| Alto alemán central/muchos dialectos suizos | Dialecto de Unterwalden | Dialecto de Schanfigg | Alemán estándar | Traducción |
| ------------------------------------------- | ----------------------- | --------------------- | --------------- | ---------- |
| [huːs]                                      | [huis]                  | [hous]                | [haʊ̯s]          | casa       |
| [tsiːt]                                     | [tseit]                 | [tseit]               | [tsaɪ̯t]         | tiempo     |

- Los dialectos occidentales (por ejemplo, el de Berna) han conservado los antiguos /ei̯, ou̯/, mientras que el resto tienen /ai̯, au̯/ como el alemán estándar.
- La a larga tiende a velarizar. En algunos dialectos llega a asimilarse a la o.
- La e breve suele pronunciarse como /æ/ y escribirse como ä, aunque hay dialectos que la pronuncian como en alemán estándar /ɛ/. En muchas variedades la e breve pasa a /æ/ en todas las posiciones excepto frente a r, donde queda como /ɛ/.

### Suprasegmentales
En muchos dialectos del alemán suizo, la longitud de vocales y consonantes son independientes entre sí, al contrario que en otras lenguas germánicas.
Ejemplos de la variedad de Berna:
|            | /a/ corta        | /aː/ larga                 |
| /f/ corta  | /hafə/ "cazuela" | /d̥i b̥raːfə/ "los honestos" |
| /fː/ larga | /afːə/ "monos"   | /ʃlaːfːə/ "dormir"         |

El acento cae en la primera sílaba con más frecuencia que en el alemán estándar, incluso en préstamos del francés [ˈmɛrsːi] o [ˈmersːi] "gracias". El suizo de Berna es uno de los dialectos en los que muchas palabras se acentúan en la primera sílaba, por ejemplo, [ˈkaz̥ino] "casino" (cf. alemán estándar [kʰaˈziːno]). De todas maneras, hay muchos patrones de acentuación diferentes, incluso entre dialectos.

## Gramática
La gramática del alemán suizo presenta algunas peculiaridades comparada con la del alemán estándar:
- No hay un pretérito de indicativo, pero sí uno de subjuntivo.
- En la mayor parte de los dialectos no existe el genitivo.
- El orden dentro de un sintagma verbal puede variar. Por ejemplo: "wil du bisch cho / wil du cho bisch" porque has venido (Cf. alemán estándar "weil du gekommen bist").
- En las proposiciones de relativo, las partículas "der, die, das, welcher, welches" (el/la que, el/la cual, etc.) han sido sustituidas por "wo" (donde): "Ds Bispil, wo si schrybt"ː El ejemplo que ella escribe (cf. alemán estándar "Das Beispiel, das sie schreibt").
- Combinados con otros verbos, los verbos "ga/go", "cho", "la/lo" y "aafa/aafo" (ir, venir, dejar, empezar) se reduplican y se anteponen al verbo principal. Ejemplo:

| Alemán estándar:    | Ich                        | gehe                       | einen Film                 |                            | anschauen.                 |
| Alemán suizo:       | Ich                        | gang                       | en Film                    | go                         | luege.                     |
| Traducción literal: | Yo                         | voy                        | una película               | ir a                       | ver.                       |
| Traducción:         | Yo voy a ver una película. | Yo voy a ver una película. | Yo voy a ver una película. | Yo voy a ver una película. | Yo voy a ver una película. |
Nota: otras ortografías son luege, lüege, lüägä, lüäge, luegä, luägä.
| Alemán estándar:    | Sie                                            | kommt                                          | unseren                                        | Christbaum                                     |                                                | schmücken.                                     |
| Alemán de Suiza:    | Si                                             | chunt                                          | üse                                            | Chrischtboum                                   | cho                                            | schmücke.                                      |
| Traducción literal: | Ella                                           | viene                                          | nuestro                                        | árbol de Navidad                               | venir                                          | decorar.                                       |
| Traducción:         | Ella viene a decorar nuestro árbol de Navidad. | Ella viene a decorar nuestro árbol de Navidad. | Ella viene a decorar nuestro árbol de Navidad. | Ella viene a decorar nuestro árbol de Navidad. | Ella viene a decorar nuestro árbol de Navidad. | Ella viene a decorar nuestro árbol de Navidad. |
| Alemán estándar:    | Sie                     | lässt                   | ihn                     | nicht                   |                         | schlafen.               |
| Alemán de Suiza:    | Si                      | lat                     | ne                      | nid                     | la                      | schlafe.                |
| Traducción literal: | Ella                    | deja                    | le                      | no                      | dejar                   | dormir.                 |
| Traducción:         | Ella no le deja dormir. | Ella no le deja dormir. | Ella no le deja dormir. | Ella no le deja dormir. | Ella no le deja dormir. | Ella no le deja dormir. |

## Escritura
Los dialectos del suizo normalmente son hablados, más raramente escritos. Todos los escritos formales (diarios, libros) y gran parte de los informales se hacen en alemán estándar, que a veces recibe el nombre de Schriftdeutsch (alemán escrito). Algunas palabras dialectales son aceptadas como regionalismos del alemán estándar de Suiza con la ratificación del Duden, por ejemplo, "Zvieri" merienda (de "Z' vieri", a las cuatro).
Todos los dialectos del espacio lingüístico alemán tienen una cosa en común: no poseen una ortografía estandarizada. Lo mismo ocurre con las variedades dialectales del alemán suizo. En los diccionarios y en la literatura en dialecto se pueden diferenciar básicamente dos formas de escritura: una escritura orientada a la fonología descrita en el libro de Eugen Dieth Schwyzertütschi Dialäktschrift y otra orientada a la ortografía del alemán estándar con tradición en la Dialektliteratur (literatura en dialecto), cuyas reglas fueron compendiadas por Werner Marti en su libro Bärndütschi Schrybwys.
Hay pocos trabajos escritos en dialectos suizos. Hoy en día la juventud usa cada vez más su dialecto en la comunicación escrita informal (por ejemplo, el correo electrónico o los SMS). De todas maneras, la mayoría escribe el alemán estándar con más fluidez que el suizo. El uso habitual del suizo en SMS, chats, correo electrónico o cartas personales no tiene apenas influencia de las formas de escritura de la literatura en dialecto, pues en general tiende a escribirse de forma "instintiva" o "como se pronuncia", basándose en el alemán estándar.
Dado que la escritura del alemán de Suiza no está normativizada, quien escribe en suizo usa la variedad de su región. Las ortografías utilizadas se pueden clasificar en dos grupos: aquellas que intentan mantenerse lo más cerca posible de la ortografía del alemán estándar y aquellas que intentan reflejar la pronunciación lo más fielmente posible.
Por lo general, se emplea la escritura basada en los sonidos de las letras de la lengua estándar con una serie de excepciones:
- k y ck se corresponden con la [kx] africada;
- gg no se corresponde con la g del alemán estándar, sino concretamente con la consonante oclusiva velar fortis [k];
- y representa, en nombres y palabras autóctonos, siempre una [i] o [i:] cerrada. Este uso tiene su origen en la ligadura medieval ij. Por ejemplo, se escribe "Rys" arroz (cf. alemán estándar /raɪ̯s/) en contraposición a "Ris", "Riis" gigante (cf. alemán estándar /riːzə/). No obstante, mucha gente no usa y, sino i o ii, especialmente en los dialectos que no hacen esta distinción; por ejemplo, "Riis" /riːz̥/ en suizo de Zúrich arroz y gigante (cf. suizo de Berna, que distingue "Rys" /riːz̥/ arroz de "Riis" /rɪːz̥/ gigante);
- ä se corresponde con el sonido [æ] y en el este de Suiza también con [ɛ];
- ie se utiliza para el diptongo [ɪə] y nunca para [i:] como en alemán estándar. La i larga, según la ortografía y el grado de abertura, se escribe ii, y, yy, y ocasionalmente ih.

## Vocabulario
La mayoría de los préstamos vienen del alemán estándar. Muchos de ellos son ahora tan comunes que han sustituido por completo a las palabras originales suizas, por ejemplo, Hügel ‘colina’ (en lugar de Egg o Bühl) o Lippe ‘labio’ (en lugar de Lefzge). Otros han sustituido las palabras originales solo parcialmente, por ejemplo, Butter ‘mantequilla’ o Kopf ‘cabeza’ (que continúan diciéndose Anken y Grind en el suroeste de Suiza). Ciertas palabras del alemán estándar nunca se utilizan en suizo, por ejemplo, Frühstück ‘desayuno’, niedlich ‘lindo’ o zu Hause ‘en casa’; en su lugar, se emplean las palabras vernáculas Zmorge, härzig y dehei.
Los dialectos suizos tienen algunos préstamos del francés perfectamente asimilados. Por ejemplo, Glace ‘helado’ se pronuncia [ˈɡ̊lasːeː] o [ˈɡ̊lasːə] en muchos dialectos del alemán suizo (en francés es [glas]). La palabra francesa merci ‘gracias’ se usa en la expresión merci viilmol/vilmal ‘muchas gracias’. También es muy común Velo ‘bicicleta’en vez de Fahrrad.
Entre los préstamos del italiano se puede encontrar exküsi ‘perdón’ (de scusi).
Son escasas las palabras que han pasado del suizo al español, como, por ejemplo, muesli.

### Ejemplos del léxico
A título comparativo, he aquí algunos ejemplos entre el alemán estándar y el de Suiza:
| Español             | Alemán estándar             | Alemán de Suiza                                                              |
| ------------------- | --------------------------- | ---------------------------------------------------------------------------- |
| nosotros            | wir                         | mir / mier / mer                                                             |
| nosotros tenemos    | wir haben                   | mir hend / hei / mer he                                                      |
| la gata             | die Katze                   | d'Chatz / z Büsi                                                             |
| alemán (idioma)     | Deutsch                     | Dütsch / Tüütsch                                                             |
| la patata           | die Kartoffel               | de Härdöpfel (del francés pomme de terre) / d Häpfle                         |
| la bicicleta        | das Fahrrad                 | s'Velo (del francés vélo)                                                    |
| oler                | riechen                     | schmöcke                                                                     |
| oír                 | hören                       | lose                                                                         |
| mirar               | schauen                     | luege                                                                        |
| saltar              | hüpfen                      | gompe / gumpä                                                                |
| martes              | Dienstag                    | Ziischtig                                                                    |
| descripción         | Beschreibung                | Beschriibig / Bschribig                                                      |
| yo estuve           | ich war (o ich bin gewesen) | ech be gsee / ich bi gsii / i bi gsi / i bi ksi                              |
| Lo que ella me dijo | das, was sie mir sagte      | das wo si mer gseit het / das, wo si mr gseht het / dass, wosi mir het gseid |
| arriba - abajo      | hinauf - hinunter           | ufe - abe / embriif - embrii / uhi - ahí                                     |
| ir - venir          | gehen - kommen              | gah - cho // z.B (ella no vino) - sie ish nid cho.                           |

## Número de hablantes

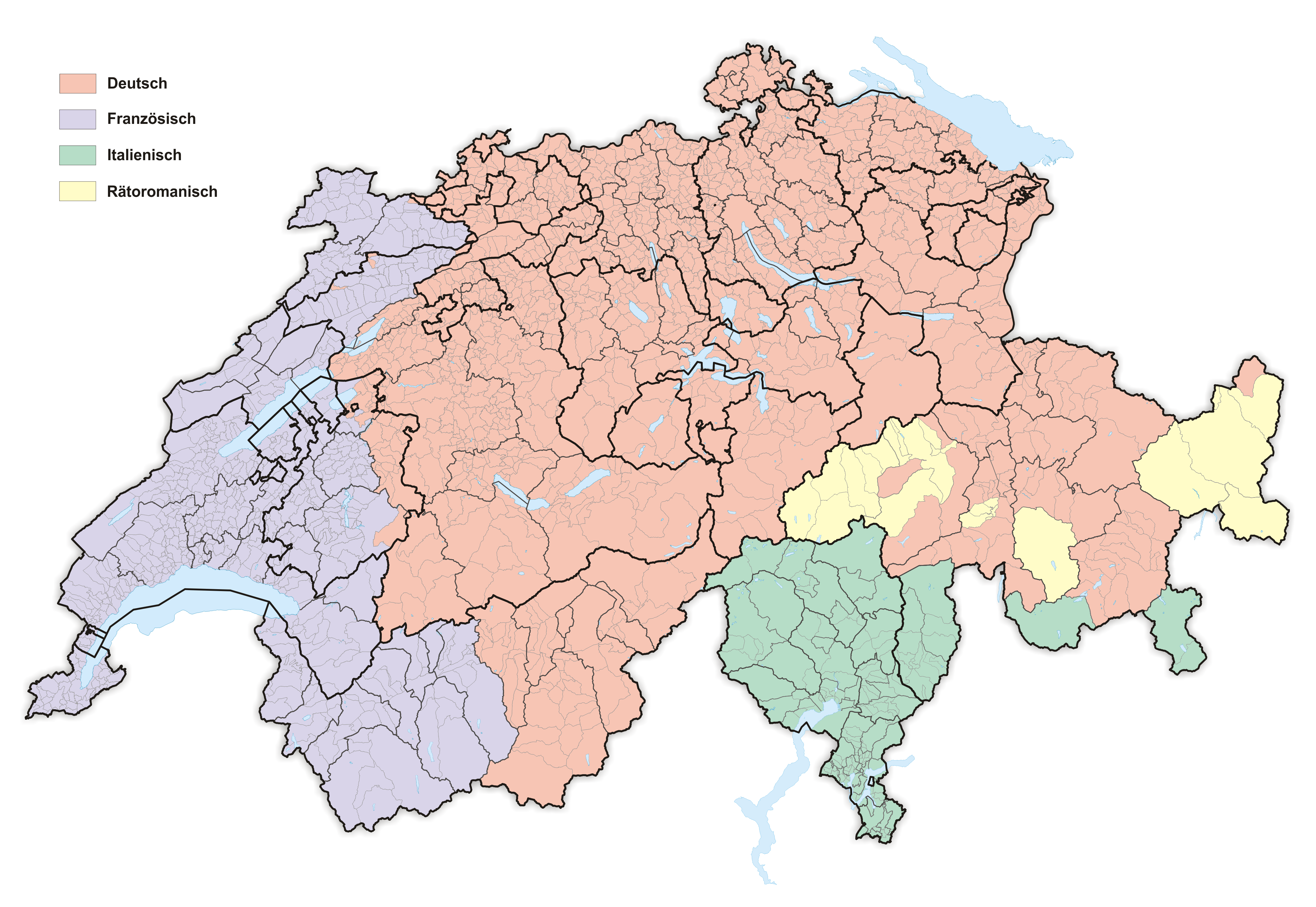
Zonas lingüísticas de Suiza – lenguas mayoritarias según la encuesta de 2010 de la Oficina Federal de Estadística de Suiza)
Alemán
(65,6 % de la población; 73,3 % de los suizos)
Francés
(22,8 % de la población; 23,4 % de los suizos)
Italiano
(8,4 % de la población; 6,1 % de los suizos)
Romanche
(0,6 % de la población; 0,7 % de los suizos)

Según datos del año 2010 de la Oficina Federal de Estadística de Suiza, el porcentaje de suizos germanófonos ascendía a un 65,6 % de la población total del país. De ellos un 93,3 % declararon en el censo de 2000 hablar en dialecto en su día a día. Un 66,4 % declaró solo hablar en dialecto y nunca en alemán estándar.